# Estnische Badmintonmeisterschaft 2024
Die Estnische Badmintonmeisterschaft 2024 fand vom 1. bis zum 3. Februar 2024 in Tallinn statt. Es war die 60. Austragung der Titelkämpfe.

## Medaillengewinner
| Disziplin    | Gold                             | Silber                         | Bronze                      |
| ------------ | -------------------------------- | ------------------------------ | --------------------------- |
| Herreneinzel | Tauri Kilk                       | Raul Must                      | Karl Kert                   |
| Dameneinzel  | Helis Pajuste                    | Catlyn Kruus                   | Ramona Üprus                |
| Herrendoppel | Karl Kert Tauri Kilk             | Kristjan Kaljurand Raul Käsner | Mario Kirisma Oskar Männik  |
| Damendoppel  | Catlyn Kruus Ramona Üprus        | Kertu Margus Helina Rüütel     | Ulla Helm Eve Laansoo       |
| Mixed        | Kristjan Kaljurand Helina Rüütel | Mikk Õunmaa Ramona Üprus       | Andrei Schmidt Emili Pärsim |